# Corymbia gummifera
Corymbia gummifera, comúnmente conocido como  palo de sangre rojo (red bloodwood), es un árbol de  madera dura nativo del este de Australia. 

## Descripción

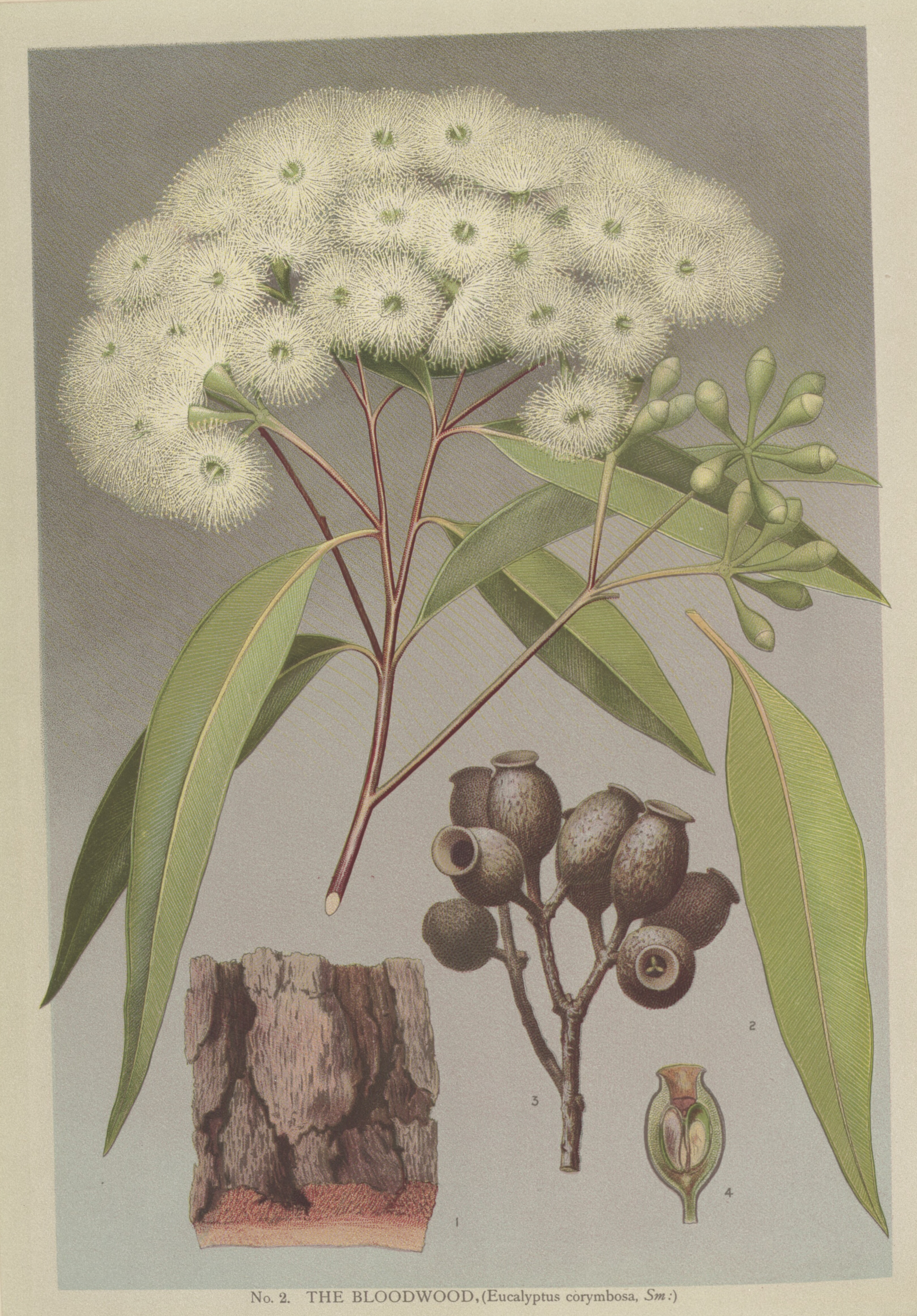

Usualmente crece como un árbol, pero puede tomar la forma de un mallee en suelos muy pobres. Como árbol crece típicamente a una altura de 20 a 34 metros y un tronco con un diámetro de un metro. Sin embargo, árboles excepcionales pueden alcanzar 60 metros de alto y cuatro metros de diámetro. Tiene una corteza fibrosa típica de los bloodwoods, y hojas verde oscuras brillosas, de 10 a 14 centímetros de largo y 2–3.5 centímetros de ancho. Las flores salen en una inflorescencia de 3 a 7 umbelas.

## Distribución y hábitat
Crece principalmente en planicies y colinas bajas a lo largo de la costa entre la esquina extremo oriental del este de Victoria y el sureste de  Queensland. Crece mejor en suelos húmedos, ricos y margosos, pero se le encuentra también en suelos arenosos más pobres.

## Usos
Su duramen es muy fuerte y resistente, pero tiene las clásicas extensivas líneas de gomero. Es usada para fines de construcción ruda, tales como postes, durmientes, cercas y material de minería.

## Taxonomía
C. gummifera fue por primera vez publicada como Metrosideros gummifera por Joseph Gaertner en 1788. A pesar de esto, la especie fue the publicada como Eucalyptus corymbosa por James Edward Smith, como Eucalyptus corymbosus por Cavanilles en 1797, como Eucalyptus oppositifolia por Desfontaines en 1804, por Eucalyptus purpurascens var. petiolaris por de Candolle en 1828; y como Eucalyptus longifolia por Joseph Maiden en 1920. La precedencia de Metrosideros gummifera fue reconocida en 1925 por Hochreutiner, quien lo transfirió a Eucalyptus como Eucalyptus gummifera. En 1995, el género Eucalyptus fue dividido en tres géneros por K.D.Hill y L.A.S.Johnson, con E. gummifera transferido a Corymbia. Sin embargo algunos botánicos continúan reconociendo un solo género Eucalyptus sensu lato, y así mantuvieron el nombre Eucalyptus gummifera.
Sinonimia
- Metrosideros gummifera Gaertn. (1788).
- Eucalyptus gummifera (Gaertn.) Hochr. (1925).
- Eucalyptus corymbosa Sm. (1795).
- Eucalyptus gummifera var. intermedia Domin (1928).[4]